# Délégation catholique pour la coopération
Pour les articles homonymes, voir DCC.
Fondée en 1967, la délégation catholique pour la coopération (DCC) est une organisation non gouvernementale catholique de développement. Elle est le service du volontariat de l’Église en France. Présente dans plus de 50 pays, elle accompagne chaque année près de 500 volontaires qui agissent dans tous les domaines de développement et dans tous les types de métier.

## Historique
- 1966 : création du service national en coopération (CSN). De nombreuses congrégations religieuses demandent à l'État de détacher des CSN pour soutenir les actions de développement de leurs missions à travers le monde.
- 1967 : création de la DCC. Les pouvoirs publics demandent aux évêques de France et aux congrégations d’organiser l'envoi de coopérants au nom de l'Église de France. Dans cet esprit, l'épiscopat crée un service chargé, en son nom, d'organiser la coopération.
- 1968 : pour la première fois la DCC envoie 700 volontaires, principalement vers l'Afrique. Depuis  cette date, 15 000 personnes sont parties par son intermédiaire.
- 1970 : la DCC développe l'envoi de civils. Les premiers civils ont d'abord été les épouses de coopérants. Leur nombre grandit d'année en année à la demande de partenaires qui souhaitent recevoir des femmes pour certaines missions.
- 1978 : la DCC participe à la création du comité de liaison des organisations non gouvernementales (ONG) de volontariat (CLONG-Volontariat). Ce collectif rassemble les principales associations d’envoi de volontaires dans des perspectives d'aide au développement.
- 1993 : la DCC crée le réseau des volontaires de retour.
- 1995 : adoption du décret sur le volontariat civil.
- 2001-2002 : suppression du service national. Désormais, tous les volontaires de la DCC sont des civils.
- 2004 : la DCC obtient l'agrément du comité de la charte pour le don en confiance[1].
- 2005 : adoption de la nouvelle loi[2] et création du statut de volontaire de la solidarité internationale.
- 2010 : lancement des  missions solidaires de 6 mois.
- 2017 : lancement du programme de volontariat international de réciprocité, accueil de jeunes volontaires étrangers en mission de service civique en France.

## Organisation
La DCC est une association loi de 1901. Le conseil d'administration est composé de 23 membres, 4 étant membres de droit, les autres étant issus d'organisations alliées (enseignement catholique, scouts et guides de France, congrégations féminines et masculines, anciens volontaires, etc.). Il se réunit 4 fois par an.
Au siège de la DCC, une équipe d’une quinzaine de bénévoles appuie le travail administratif de l'équipe salariée (19 personnes). L'animation du réseau des anciens volontaires et le lien avec le réseau associatif et diocésain est assuré par 50 correspondants diocésains, tous anciens volontaires.
Le recrutement et la formation sont animés par 90 formateurs, le suivi des volontaires sur le terrain et des relations avec les partenaires du sud est réalisé par une équipe de 55 chargés de mission, chacun responsable du suivi d’un pays.
Les formateurs et chargés de mission sont des anciens volontaires ou anciens expatriés humanitaires ou religieux missionnaires. Ils ont une expérience de terrain et de l'accompagnement d'adultes.
Une commission "spi" composée de bénévoles, de permanents et de l'aumônier fait vivre et développe la proposition spirituelle de la DCC aux différentes étapes du volontariat.
Dans une dizaine de pays, un correspondant DCC (religieux, expatrié, etc.) facilite l'insertion des volontaires.
L'association compte 500 adhérents[Quand ?].

## Fonctionnement
Au sein de la conférence des évêques de France, la DCC, fait partie du "Service national de la mission universelle de l'Église".
Agréée par l'État pour l'envoi de volontaires de la solidarité internationale et l'accueil de volontaires en service civique, elle est membre du "Comité de liaison des ONG de volontariat" et de Coordination SUD. Elle est également membre fondateur de France Volontaires. La DCC est également membre de la collégialité du CCFD-Terre solidaire.
La DCC est une association reconnue d'utilité publique et agréée association d'éducation populaire. Par ce volontariat la DCC permet à des personnes de tous horizons de vivre une expérience personnelle, professionnelle et spirituelle.
La DCC est une association ouverte à tous : il y a une place pour chacun, quels que soient sa formation, son parcours ou son lien à l'Église. Catholique, la DCC s'ouvre à qui souhaite prendre part au développement par le volontariat.
Le 25 février 2017, lors du 50e anniversaire de la DCC, le pape François s'est adressé à une délégation de la DCC en rendant hommage à cette initiative. Il a engagé ses membres à « construire des ponts entre les hommes et entre les peuples, dans un monde où s’élèvent encore tant de murs par peur des autres ».